# Kampania wokół Jawy w latach 1806–1807
Kampania przeciw Jawie w latach 1806–1807 – niewielka kampania morska podczas wojen napoleońskich przeprowadzona przez siły Królewskiej Marynarki Wojennej przeciwko eskadrze dalekowschodniej Królestwa Holandii, państwa klienckiego Cesarstwa Francuskiego, z siedzibą na wyspie Jawa w Holenderskich Indiach Wschodnich. Chcąc wyeliminować jakiekolwiek zagrożenie dla cennych brytyjskich konwojów handlowych przepływających przez Cieśninę Malakka, kontradmirał Edward Pellew zdecydował na początku 1806 roku o konieczności zniszczenia holenderskich sił morskich stacjonujących na Jawie (kilka okrętów liniowych i trzy fregaty). Nie mając dość sił, by przeprowadzić inwazję na holenderską kolonię, Pellew zamiast tego starał się odizolować i zablokować holenderską eskadrę stacjonującą w Batavii, a następnie zniszczyć holenderską flotyllę atakiem sił głównych.

## Tło
Podczas wojen napoleońskich na początku 1806 roku trwały zmagania o kontrolę nad Oceanem Indyjskim. Cesarstwo Francuskie i jego klienckie Królestwo Holandii, posiadały w regionie znaczące bazy morskie, z których ich okręty wojenne mogły działać przeciwko Brytyjczykom. Pozycja francuskich wysp Île Bonaparte i Île-de-France pozwalała na  działania krążownicze wzdłuż brytyjskich szlaków handlowych i atakowanie odizolowanych konwojów, podczas gdy holenderskie kolonie na Przylądku Dobrej Nadziei i w Holenderskich Indiach Wschodnich kontrolowały wejścia na ocean od wschodu i zachodu; w obydwu stacjonowały lokalne eskadry. Brytyjczycy, których bazy w Indiach dawały im kontrolę nad północnym Oceanem Indyjskim, ze względu na dominację Królewskiej Marynarki Wojennej na wodach europejskich byli w stanie pozyskiwać zaopatrzenie i posiłki z Europy łatwiej niż ich wrogowie. Niemniej siły brytyjskie w regionie były nadal niewystarczające, aby wywrzeć znaczący wpływ na terytoria francuskie i holenderskie. Kontrola nad Oceanem Indyjskim była niezbędna dla brytyjskich wysiłków wojennych, ponieważ brytyjska gospodarka w dużym stopniu opierała się na handlu z placówkami Brytyjskiej Kompanii Wschodnioindyjskiej w Indiach oraz z innymi portami na wschodzie, zwłaszcza w Chinach.
W 1803 roku, w momencie wybuchu wojen napoleońskich, francuska eskadra (okręt liniowy i 3 fregaty) pod dowództwem kontradmirała Charlesa Linois stacjonowała na Île-de-France, z zadaniem atakowania brytyjskiego handlu na Oceanie Indyjskim. Głównym celem Linois była flota chińska, duży coroczny konwój cennych statków handlowych, eastindiamenów i mniejszych jednostek, który wypływał z Kantonu na początku roku i płynął przez Ocean Indyjski do Przylądka Dobrej Nadziei, następnie kierując się na północ do Europy. W 1804 roku ten konwój był wart ponad 8 milionów funtów i obejmował 29 statków; ich eskorta, którą zazwyczaj zapewniała Royal Navy, w tym roku się spóźniła i podczas pierwszego etapu podróży przez Morze Południowochińskie eastindiameny były zdane na siebie. Chociaż Linois nie wiedział, jak słaba jest obrona konwoju, zdawał sobie sprawę z jego znaczenia i wartości i postanowił go przechwycić, wykorzystując Batavię na Jawie jako swoją główną bazę (dołączył też holenderski bryg „Avonturier” do swej eskadry). Ostatecznie Linois nie zdołał pokonać konwoju, wycofując się po kilku potyczkach w bitwie pod Pulo Aur. Potwierdziło to jednak znaczenie Batawii jako bazy operacji przeciwko brytyjskiej żegludze. Oprócz udzielania pomocy francuskim eskadrom krążowniczym, Holendrzy utrzymywali własne siły na Jawie pod dowództwem kontradmirała Hartsincka w Batavii. Ta eskadra – składająca się z czterech okrętów liniowych, trzech fregat i kilku mniejszych okrętów wojennych – miała głównie za zadanie operacje antypirackie, ale ich obecność tak blisko Cieśniny Malakka niepokoiła brytyjskie dowództwo w Indiach.
Brytyjski dowódca na Oceanie Indyjskim, kontradmirał Peter Rainier, był zbyt zajęty ochroną statków handlowych u wybrzeży Indii w latach 1804 i 1805, aby móc zaryzykować wyprawę na Morze Jawajskie. Jego następca, kontradmirał sir Edward Pellew, musiał odpierać ataki eskadry Linois i fregat francuskich stacjonujących na Île-de-France i nie miał środków, by podjąć jakiekolwiek działania przeciwko Holendrom przed początkiem sezonu monsunowego pod koniec 1805 roku. Jednak na początku 1806 roku Linois odpłynął na Ocean Atlantycki, co pozwoliło Pellewowi i jego eskadrze w Madrasie podjąć operacje ofensywne przeciwko portom wroga.

## Kampania

### Rozpoznawcze rajdy fregat
Pellew początkowo planował dużą kampanię przeciwko Île-de-France wraz z kontradmirałem sir Thomasem Troubridgem. Zmienił następnie cel na Jawę, ale plany zostały opóźnione przez skierowanie jego Royal Marines w celu stłumienia buntu w Vellore. Wysłał jednak kilka fregat na Morze Jawajskie w celu rozpoznania regionu, atakowania holenderskiej żeglugi i sprawdzenia stanu holenderskiej eskadry w Batawii. Jako pierwsze wyruszyły 32-działowa fregata HMS „Greyhound” pod dowództwem komandora Edwarda Elphinstone’a i 18-działowy slup o ożaglowaniu brygu HMS „Harrier” pod dowództwem kapitana Edwarda Troubridge’a, syna admirała Troubridge’a. Elphinstone początkowo krążył wokół Moluków w czerwcu i lipcu, gdzie odniósł pewne sukcesy, a 25 lipca zauważył cztery holenderskie statki przepływające przez cieśninę Selayar. Śledził je przez noc, a rankiem 26 lipca zidentyfikował je jako fregatę, korwetę i dwa statki handlowe, w tym duży eastindiaman. Zauważywszy Brytyjczyków holenderski dowódca N.L. Aalbers ustawił swój konwój w linię bojową, mając nadzieję, że odstraszy Elphinstone’a od przeprowadzenia ataku. Zamiar się nie powiódł: „Greyhound” zaatakował holenderską fregatę „Pallas”, podczas gdy „Harrier” przeszedł między fregatą a statkiem handlowym i ostrzelał jej oba ogniem enfiladowym. „Pallas” poddał się po 40 minutach walki, „Harrier” dogonił i schwytał dwa statki handlowe; ostatnia jednostka, holenderska korweta uciekła ku wybrzeżom Sulawesi.
Kolejnym po Elphinston’ie był kmdr Peter Rainier (siostrzeniec admirała Rainiera), który wyruszył na Morze Jawajskie w październiku na pokładzie fregaty HMS „Caroline”. Rainer dowiedział się, że holenderskie okręty liniowe odpłynęły z Batawii na wschód (z wyjątkiem „Schrikverwekkera”, który rozbił się na Tysiącu Wysp 18 maja ze stratą dwóch ludzi). Dowiedział się również, że holenderska fregata „Phoenix” prowadzi naprawy na odsłoniętym kotwicowisku przy wyspie Onrust w pobliżu Batavii. 18 października „Caroline” napotkała i zdobyła pod Batavią holenderski bryg „Zeerob” (14 dział). Następnie dostrzegła i zaczęła ścigać „Phoenix”, ale ten zdołał uciec do głównego portu. Niezrażony Rainier, mimo że jedną piątą załogi (57 ludzi) odesłał na pryzach i zostało mu tylko 204 na pokładzie, wpłynął na redę Batavii, gdzie zastał kilka małych okrętów wojennych i fregatę „Maria Riggersbergen” (40 dział, 270 ludzi). Mniejsze jednostki nie podjęły walki z większym okrętem brytyjskim i wyrzuciły się na brzeg. Claas Jager, dowódca „Marii Riggersbergen” podjął walkę, ale w bitwie trwającej 30 minut holenderski okręt został pokonany i zdobyty, tracąc 50 rannych i zabitych. Rainier stracił 4 zabitych i 17 rannych (do tego zginęło 4 jeńców, których miał na pokładzie), ale zagarnął fregatę, którą później przemianowano na HMS „Java”. Jej kariera w służbie brytyjskiej była jednak krótka i kilka miesięcy później przepadła bez śladu, prawdopodobnie podczas tajfunu.

### Atak na Batawię
Zachęcony sukcesami fregat, wczesną jesienią 1806 roku Pellew zebrał znaczniejsze siły, w tym cztery okręty liniowe, dwie fregaty i bryg, za pomocą których planował zniszczyć pozostałe okręty eskadry holenderskiej. 23 listopada Pellew dopłynął do Cieśniny Sundajskiej i minąwszy port Bantam 27 listopada dotarł do Batavii, rozdzielając swoje siły tak, aby mniejsze okręty płynęły blisko brzegu, a okręty liniowe pozostały na głębszych wodach u wylotu kanału prowadzącego do portu. Brytyjczycy przechwycili holenderską korwetę i zaskoczyli resztę nieprzyjacielskiej eskadry (Holendrzy wzięli początkowo siły Pellewa za eskadrę francuską). Wobec blokady portu komandor Vander Sande wyrzucił „Phoenixa” na brzeg; podobnie postąpiło sześć innych okrętów wojennych i statki handlowe.
Zdeterminowany wyeliminować holenderskie okręty, admirał Pellew wydał rozkaz, by łodzie okrętów eskadry zebrały się obok fregaty HMS „Terpsichore”. Na łodziach tych, pod dowództwem jego syna, komandora Fleetwooda Pellewa, wyruszyły grupy abordażowe marynarzy i Royal Marines w kierunku porzuconych statków holenderskich; działa brytyjskiej fregaty wspierały je z dystansu, a usiłowały temu przeciwdziałać holenderskie baterie brzegowe. Brytyjczycy weszli na pokład „Phoenixa” i odkryli, że Vander Sande uszkodził okręt na tyle, że stał się on bezużyteczny. Obsadzili jednak jego działa i otworzyli ogień do innych statków na brzegu; tymczasem grupy abordażowe kolejno je przejmowały. Cała operacja kosztowała Brytyjczyków tylko jednego zabitego i czterech rannych. Statki, których nie można było ściągnąć z powrotem na wodę, zostały spalone. Gdy pozostałe holenderskie jednostki zostały zniszczone, kmdr Pellew podpalił wrak „Phoenixa” i wrócił na swój okręt. W sumie zniszczeniu uległa jedna fregata, siedem mniejszych okrętów wojennych i 20 statków handlowych, a jeden mały okręt wojenny i dwa statki handlowe zostały wzięte do niewoli. Osiągnąwszy cel, admirał Pellew nakazał swoim statkom rozproszenie się i powrót do zaprzyjaźnionych portów na zimę.

### Griessie
Kiedy sezon zimowych huraganów zakończył się wiosną 1807 roku, okręty admirała Pellew były rozproszone wykonując różne zadania na obszarze od Morza Czerwonego po Morze Południowochińskie. Nie mając sił potrzebnych do dużej operacji przeciwko pozostałej części eskadry holenderskiej, Pellew ograniczył się do wysyłania fregat HMS „Caroline” (Rainier) i „Psyche” (Fleetwood Pellew) na zwiad, by ustaliły dokładne położenie holenderskich okrętów liniowych. 29 sierpnia fregaty dotarły do wschodniego krańca Jawy, a następnego dnia schwytały statek handlowy z Batavii, który ujawnił, że holenderskie okręty liniowe są zakotwiczone w Griessie niedaleko Surabaji, ale że znajdują się w stanie nienadającym się do remontu. Po zakończeniu misji fregaty rozdzieliły się, by atakować holenderską żeglugę. „Psyche” popłynął na zachód wzdłuż wybrzeża, aż Pellew dotarł do portu Semarang.
Spędziwszy noc na redzie Semarang, rankiem 31 sierpnia Pellew wysłał ze swej fregaty łodzie pod dowództwem porucznika Kerstemana. Pomimo ciężkiego ostrzału z baterii na lądzie, Kersteman zdobył 8-działowy szkuner i bryg handlowy, które udało mu się bez strat odholować z portu. Podczas gdy grupy abordażowe na łodziach działały w Semarang, Pellew zauważył trzy statki wypływające z ujścia portu; pospiesznie podpalił pryzy, załadował łodzie i ruszył w pościg. O godzinie 15:30, gdy „Psyche” doganiała holenderskie jednostki, ich kapitanowie wyrzucili je na brzeg około 9 mil morskich na zachód od Semarang. „Psyche” zbliżyła się do okrętów i obie strony otwarły ogień z dużej odległości, bo płycizny nie pozwalały na podejście. O 16:30, gdy Pellew spuszczał łodzie, by wysłać grupy abordażowe, jeden ze statków poddał się. W ciągu kilku minut pozostałe też opuściły swoje bandery. Brytyjczycy zajęli holenderskie jednostki i ściągnęli je z mielizny. Były to 24-działowa korweta „Scipio”, uzbrojony statek handlowy „Resolutie” i 12-działowy statek Holenderskiej Kompanii Wschodnioindyjskiej „Ceres”. Straty holenderskie są nieznane, ale zginął dowódca konwoju, kapitan Carriage. Brytyjczycy nie ponieśli żadnych stat. Wszyscy więźniowie zostali wysadzeni na brzeg w Semarang, zwolnieni warunkowo, ponieważ wielu załogantów Pellewa było poza okrętem na wcześniej zdobytych pryzach i nie było dość ludzi by strzec holenderskich jeńców.
Latem 1807 roku obowiązek blokady francuskich baz na Oceanie Indyjskim został przekazany kontradmirałowi Albemarle’owi Bertiemu z Przylądka Dobrej Nadziei. Umożliwiło to Pellewowi skoncentrowanie się na Holenderskich Indiach Wschodnich i tymczasowe przeniesienie swej bazy do Malakki na Półwyspie Malajskim. Zebrawszy raporty od swoich prowadzących zwiad fregat, Pellew wypłynął z Malakki 20 listopada z zamiarem zniszczenia pozostałych holenderskich okrętów na Jawie. Przybywając do cieśniny Madura 5 grudnia, Pellew wysłał parlamentariuszy na łodzi do Griessie z żądaniem wydania statków przez władze holenderskie. Jednak kapitan Cowell – urodzony w Ameryce dowódca holenderskiej marynarki wojennej – odrzucił żądanie i aresztował wysłanników, powiadamiając Pellewa o swoich działaniach i przygotowując obronę. Następnego dnia Pellew wpłynął ze swoją eskadrą do Cieśniny, ostrzeliwując po drodze baterię dział (i będąc przez nią ostrzeliwany) w Sambelangan na wyspie Madura.
Gdy eskadra Pellewa zbliżała się do Griessie, nadeszła wiadomość od holenderskiego cywilnego gubernatora Surabaji, w której odwoływał on rozkazy Cowella i oferował pełną kapitulację. Pellew przyjął wiadomość i 7 grudnia jego okręty wpłynęły do Griessie. Jednak w czasie potrzebnym na wymianę wiadomości Cowell nakazał zniszczenie wszystkich jednostek w porcie Griessie, aby uniemożliwić ich przejęcie Brytyjczykom. Okręty zostały zatopione na płytkiej wodzie, a Brytyjczycy mogli tylko zająć wraki. Pellew nakazał spalić wystające z wody kadłuby, a oddziałom desantowym przeszukać miasto, spalić i zniszczyć wszystkie znalezione zapasy wojskowe i działa. Inna grupa wylądowała w Sambelangan i zniszczyła tamtejszą baterię. Pellew wycofał się 11 grudnia, zrealizowawszy swój plan unicestwienia holenderskiej marynarki wojennej w Indiach Wschodnich.

## Następstwa
Sukces kampanii przeciwko eskadrze holenderskiej w Indiach Wschodnich pozwolił siłom brytyjskim na Oceanie Indyjskim skoncentrować się wyłącznie na francuskich wyspach Île Bonaparte i Île-de-France, których zdobycie okazało się bardzo trudne podczas późniejszej kampanii na Mauritiusie w latach 1809–1811. Cenna okazała się swoboda manewru, jaką zyskały siły brytyjskie w Indiach Wschodnich: 27 stycznia 1807 roku Peter Rainier na „Caroline” zajął hiszpański statek „San Raphael”, przewożący ponad pół miliona dolarów hiszpańskich i wyjątkowo cenny ładunek. Brytyjskie okręty mogły swobodnie atakować żeglugi handlowe: francuską, hiszpańską i holenderską. Kiedy następca Pellewa, kontradmirał William O’Bryen Drury, podjął operacje przeciwko Holenderskim Indiom Wschodnim, w regionie nie było żadnych sił mogących stawić opór Royal Navy. W 1810 roku zostały zdobyte Moluki, a w 1811 roku – Jawa.